# Dictionnaire numérique
Un dictionnaire numérique est un dictionnaire sous la forme d'un logiciel, en ligne ou sur CD-ROM. Un dictionnaire numérique peut également être disponible sous forme d'application mobile ou même d'application de bureau. L'emploi du terme numérique renvoie ici au sens figuré du mot, signifiant plutôt ce qui fait appel à des systèmes informatiques que ce qui se représente sous forme de nombre. Le dictionnaire papier serait le penchant analogique du dictionnaire numérique.
Le dictionnaire numérique est distinct du dictionnaire électronique, qui est défini comme un appareil électronique servant de dictionnaire. Dans ce cas, le terme « dictionnaire électronique » fait référence à un matériel alors que « dictionnaire numérique » fait référence à un logiciel.

## Caractéristiques
Certains dictionnaires numériques sont organisés en listes de mots, à l'instar d'un glossaire, alors que d'autres offrent leur contenu sous une forme de base de données, où l'utilisateur peut naviguer à l'aide d'un moteur de recherche. De par leur nature numérique, il est possible à ces dictionnaires de tirer avantage de fonctionnalités hypertextuelles en reliant des mots connexes entre eux, par exemple les mots d'une même famille, ou bien les homophones ou les homonymes du mot consulté. Le dictionnaire numérique permet ainsi une meilleure vue d'ensemble des relations lexicales que le dictionnaire papier.
Le dictionnaire numérique peut présenter divers types de données simultanément et les indexer pour les considérer comme des facteurs pertinents aux résultats donnés lors d’une requête au moteur de recherche du dictionnaire. Cet avantage permet une meilleure flexibilité dans l’interprétation des termes de recherche employés par les utilisateurs. On peut ainsi présenter et indexer ensemble plusieurs informations pour un seul mot, comme la prononciation, la définition, les informations grammaticales, un exemple ou un contexte d'utilisation, ou même des expressions reliées. L'environnement numérique permet également d'y inclure possiblement une représentation visuelle du mot ou un extrait audio contenant la prononciation. Toutes ces informations permettent de faciliter la navigation à travers le dictionnaire et favorisent sa convivialité. De plus, la version numérique permet d'éviter le retrait de mots jugés moins pertinents pour en rajouter de nouveaux; on peut simplement continuer à rajouter de nouveaux mots sans devoir se plier à des limitations physiques.
Le dictionnaire numérique permet également d'offrir des outils complémentaires à ce qui est disponible dans un dictionnaire classique, comme un dictionnaire des synonymes implémenté directement dans les rubriques, sans nécessiter de changement d'environnement. D'autres exemples de ces outils seraient une recherche inversée (où on entrerait une phrase, une définition ou une tournure de phrase afin de trouver un mot), ou même des ressources langagières comme des outils de conjugaison et de grammaires. Dans le cas des dictionnaires collaboratifs en ligne, des forums de discussion peuvent également être disponibles. Dans le même ordre d'idées, le dictionnaire numérique a aussi le potentiel, par une compatibilité avec des logiciels bureautiques, de contribuer au fonctionnement de ceux-ci en mettant à leur disposition toutes l'information contenue dans ses bases de données, par exemple pour vérifier l'orthographe ou suggérer des synonymes en cas de répétition trop fréquente d'un mot.

## Supports
Dans les années 1990, lorsque le CD-ROM était une option plus viable pour la distribution de logiciels qu'elle ne l'est maintenant, il était d'usage d'offrir le dictionnaire en cédérom individuellement, « dans un emballage cartonné sous forme de boîte». Après quelques années avec ce modèle, les éditeurs de dictionnaire papier ont commencé à offrir la version logicielle du dictionnaire en accompagnement de la copie physique, sans coût supplémentaire apparent. Cette option existe toujours, mais le CD-ROM a été remplacé par un simple code de téléchargement pour l'application mobile ou de bureau, ou par un code d'accès pour la version en ligne, dans certains cas.

Dans les dictionnaires sur CD-ROM, la tendance était à offrir en tandem des outils de recherche avancée tirant profit de la structure en base de données rendue possible par l'environnement numérique, mais également une panoplie de documents multimédias, afin de rendre l'expérience numérique plus ludique. Ainsi, les éditeurs de dictionnaires pouvaient répondre aux besoins professionnels en s'adaptant aux réalités technologiques tout en augmentant le contenu offert grâce aux possibilités engendrées par l'aspect multimédia des ordinateurs afin de mieux s'aligner avec les intérêts changeants des utilisateurs numériques. En 2004, Larousse promeut même Le Petit Larousse sur CD en se targuant d'une liste extensive de documents multimédias : 
« [...] plus de 2 500 documents visuels et sonores, 2 000 photos et dessins, plus de 50 animations 2D, 200 extraits sonores et plus de 1 000 liens internet, plus de 260 cartes géographiques ».
Les Éditions Le Robert ont été des pionniers dans la numérisation du dictionnaire, offrant une version sur cédérom du Grand Robert électronique en 1989. À sa suite, Le Petit Robert se dote de sa première version numérique en 1996, qui est essentiellement un miroir de la version imprimée. Il faut attendre sa deuxième édition, en 2001, avant de voir le contenu de la version sur cédérom augmenté par rapport au contenu de la version papier : plus d'une centaine de notices exclusives à cette version ont été rajoutées, en plus d'introduire des fonctions hypertextuelles au dictionnaire logiciel.
Le Bibliorom, publié par les éditions Larousse et Microsoft en 1996, est une instance particulière du dictionnaire sur cédérom. Il regroupait et reliait entre eux par un moteur de recherche commun et une panoplie de liens hypertextuels six dictionnaires : « un Thésaurus, un Dictionnaire des citations françaises et étrangères et trois dictionnaires bilingues : Dictionnaire français/anglais, Dictionnaire français/espagnol, Dictionnaire français/allemand. » Cet ouvrage est un prototype avec comme idéal éventuel la possibilité de relier ensemble le plus grand nombre possible de dictionnaires, afin de combiner de façon exhaustive tous les aspects du langage couverts par les différents dictionnaires.

Le dictionnaire sur cédérom permettait, au début des années 2000, quelques fonctionnalités qui étaient alors impossibles sur des dictionnaires en ligne : 
« Une autre manière d'enrichir un dictionnaire est, pour le lecteur, d'y intégrer ses propres repères et commentaires, autrement dit marquer des pages, souligner des passages, pratiquer des renvois d'un texte à l'autre, insérer, mémoriser en modifier, d'une session de travail à l'autre, ses annotations personnelles, ce qui est déjà possible dans plusieurs cas (écrire dans les marges, dirait-on pour un support imprimé). Cette fonction est l'une des grandes différences existante entre un dictionnaire sur CD/DVD-ROM et un dictionnaire sur Internet. [...] l'outil reste autonome, ne dépendant pas d'une connexion à Internet, son temps de consultation est toujours identique et rapide, une base de données personnelle sous forme d'« annotations » peut ainsi être constituée et maintenue par l'utilisateur de consultation en consultation. »
Le dictionnaire sur cédérom semble être un outil plus personnalisable qu'un service natif au Web. L'utilisateur a aussi vraisemblablement beaucoup plus de contrôle sur le dictionnaire qu'un internaute en aurait sur, par exemple, le site web du dictionnaire Larousse. Le dictionnaire en ligne possède évidemment un nombre considérable d'avantages sur un dictionnaire non connecté, mais le dictionnaire sur cédérom (ou maintenant plutôt sur clé USB ou en application de bureau) n'est pas non plus complètement désuet face aux outils plus ou moins gratuits offert sur Internet.

## Dictionnaires en ligne
Un dictionnaire en ligne est un dictionnaire qui est mis à disposition de ses lecteurs sur le Web. Il est accessible à partir d'un navigateur web, et son modèle économique peut prendre plusieurs formes : il peut être complètement gratuit - souvent accompagné de publicités, il peut être gratuit avec un abonnement payant qui donne accès à un contenu plus exhaustif et à des fonctionnalités plus professionnelles, ou bien être complètement payant, souvent par abonnement.
Il existe différents types de dictionnaires en ligne : 
- dictionnaires patrimoniaux, numérisés sous la forme d'images ou remis en forme pour être consultés plus aisément en ligne (par exemple le Dictionnaire du Moyen Français (1330-1500)[7], dictionnaire de référence pour la langue médiévale) ;
- dictionnaires modernes, mis à jour régulièrement, à l'accès payant ou gratuit (par exemple le dictionnaire Larousse) ;
- dictionnaires participatifs mis en ligne par des informaticiens et enrichis par les lecteurs, sans que ces derniers ne contrôlent la structure (par exemple Dico2Rue, Dico des mots, La Parlure, Dico de la Zone, Urban Dictionary, Dictionnaire des francophones) ;
- dictionnaires collaboratifs dans lesquels le contenu et la structure sont gérés par le lectorat (par exemple le Wiktionnaire).

### Ressources notables
- Le Centre national de ressources textuelles et lexicales offre en ligne le Trésor de la langue française informatisé (TLFI)[8]. Le même site donne aussi accès au Dictionnaire du Moyen Français (1330 - 1500), au Du Cange, au Dictionnaire Électronique de Chrétien de Troyes, au Dictionarium latinogallicum de Robert Estienne (1552), au Thresor de la langue françoyse (1606) de Jean Nicot, à la Base de données lexicographiques panfrancophone et à quatre éditions du dictionnaire de l'Académie Française.
- Le Wiktionnaire francophone, lancé en 2004 (2002 pour l’anglophone), reproduit dans le champ lexicographique un modèle collaboratif analogue à celui de Wikipédia, autant sur le plan de la qualité que sur celui du champ des domaines parcouru. Il est actuellement la plus grande base de données lexicale accessible au public avec plus de 330 000 lemmes de français pour 1 200 000 de flexions, et presque autant d'entrées venant de 4 000 autres langues[9].
- Le Québec a mis en ligne le Grand dictionnaire terminologique[10], fort utile pour les vocabulaires spécialisés et les termes d'apparition récente, mais dont l'information demeure peu détaillée.
- Le dictionnaire encyclopédique multilingue BabelNet, créé grâce à l'intégration automatique de dictionnaires, comme WordNet et Wiktionnaire, et encyclopédies, comme Wikipedia.